# Стрежневая (приток Тункалькыёхана)
Стрежневая (устар. Стрежная) — река в России, протекает по территории Ямало-Ненецкого автономного округа. Устье реки находится в 5 км по левому берегу реки Тункалькыёхан. Длина реки составляет 19 км.
Система водного объекта: Тункалькыёхан → Айёган → Корылькы → Таз → Карское море.

## Данные водного реестра
По данным государственного водного реестра России относится к Нижнеобскому бассейновому округу, водохозяйственный участок реки — Таз. Речной бассейн реки — Таз.
Код объекта в государственном водном реестре — 15050000112115300065505.